# Rakousko na Zimních olympijských hrách 1952
Rakousko na Zimních olympijských hrách 1952 v Oslu reprezentovalo 39 sportovců, z toho 31 mužů a 8 žen. Nejmladším účastníkem byl Sissy Schwarz (15 let, 273 dní), nejstarším pak Heinz Hoppichler (46 let, 147 dní). Reprezentanti vybojovali 11 medailí, z toho 4 zlaté 3 stříbrné a 4 bronzové.

## Medailisté
| Medaile | Jméno                     | Sport           | Disciplína         |
| ------- | ------------------------- | --------------- | ------------------ |
| Zlato   | Othmar Schneider          | Alpské lyžování | slalom - muži      |
| Zlato   | Trude Jochumová-Beiserová | Alpské lyžování | sjezd - ženy       |
| Stříbro | Othmar Schneider          | Alpské lyžování | sjezd - muži       |
| Stříbro | Christian Pravda          | Alpské lyžování | obří slalom - muži |
| Stříbro | Dagmar Rom                | Alpské lyžování | obří slalom - ženy |
| Stříbro | Hellmut Seibt             | Krasobruslení   | jednotlivci - muži |
| Bronz   | Christian Pravda          | Alpské lyžování | sjezd - muži       |
| Bronz   | Toni Spiess               | Alpské lyžování | obří slalom - muži |